# Michael Ebert (Journalist)
Michael Ebert (* 3. August 1974 in Freiburg im Breisgau) ist ein deutscher Journalist und Buchautor.

## Leben
Michael Ebert erwarb 1994 das Abitur in Schramberg und leistete anschließend Zivildienst an einer Schule für körperlich und geistig behinderte Kinder. Von 1995 bis 1997 absolvierte er ein Volontariat bei der Schwäbischen Zeitung, anschließend studierte er Jura an der Ludwig-Maximilian-Universität in München. Von 1999 bis 2001 war er Redakteur beim stern in Hamburg, ehe er 2001 die Redaktionsleitung des jetzt-Magazin der Süddeutschen Zeitung übernahm, bis das Heft im Sommer 2002 eingestellt wurde. Gemeinsam mit Timm Klotzek entwickelte Ebert daraufhin Neon, ein junges Magazin der Zeitschrift Stern, und leitete das Heft als Chefredakteur bis 2012. Von 2009 an führte er zugleich das Elternmagazin Nido als Chefredakteur.
Seit 2013 ist er Chefredakteur des Süddeutsche Zeitung Magazins.
Ebert ist vielfach für seine publizistische Arbeit ausgezeichnet worden, 2006 wurde er zum „Journalisten des Jahres“ gewählt.
Gemeinsam mit Klotzek verfasste er das Buch Planen oder treiben lassen? Wie man merkt, ob man sich zu viel oder zu wenig Gedanken über sein Leben macht, das 2009 im Heyne Verlag erschien.
2011 schrieb er gemeinsam mit Herbert Grönemeyer das Lied Deine Zeit, das auf dessen Album Schiffsverkehr veröffentlicht wurde. 
Im Jahr 2023 erschien sein Debütroman Nicht von dieser Welt beim Penguin Verlag, der positiv besprochen wurde. Im März 2025 veröffentlichte er ebenfalls im Penguin Verlag seinen zweiten Roman "Die Regenwahrscheinlichkeit beträgt null Prozent". 

## Schriften
- mit Timm Klotzek (Hrsg.): Neon unnützes Wissen. Heyne, München. Teil 1: 2008, ISBN 978-3-453-60102-4, Teil 2: 2010, ISBN 978-3-453-60177-2.
- mit Timm Klotzek: Planen oder treiben lassen? Wie man merkt, ob man sich zu viel oder zu wenig Gedanken über sein Leben macht. Heyne, München 2009, ISBN 978-3-453-15873-3.
- Nicht von dieser Welt. Roman. Penguin Verlag, München 2023, ISBN 978-3-328-60319-1
- Die Regenwahrscheinlichkeit beträgt null Prozent. Roman. Penguin Verlag, München 2025, ISBN 978-3328603887